# 自性身
自性身（梵文：Svābhāvikakāya；藏文：ངོ་བོ་ཉིད་སྐུ་，威利轉寫：ngo bo nyid sku），又稱法界體性身、金剛體性身，為如來第四身，主要出現在藏傳佛教金剛乘。與法身為一體兩面；自性身為如來藏偏空性的一面，法身則為如來藏偏光明的一面。在傳統大乘佛教的三身說法中，自性身與法身不做區別。